# انقلاب زعفران

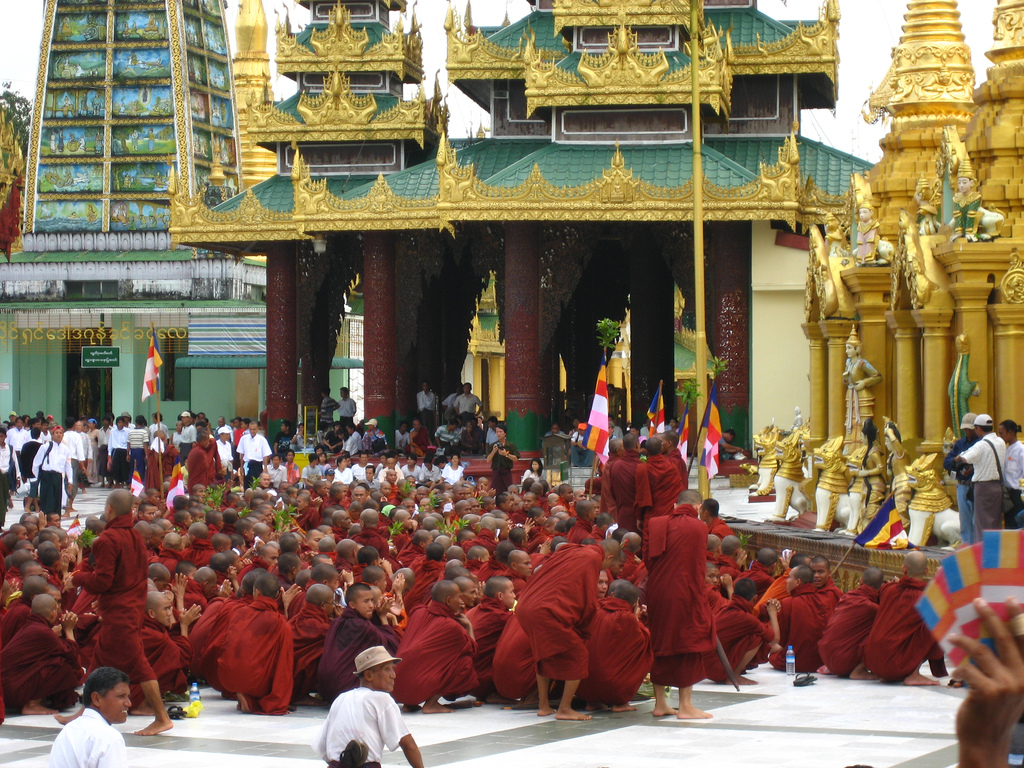
تجمع راهبان معترض در بت‌کده شوداگون در یانگون با لباس زعفرانی

انقلاب زعفرانی (برمه‌ای: ရွှေဝါရောင်တော်လှန်ရေး) مجموعه‌ای از اعتراضات و تظاهرات اقتصادی و سیاسی بود که در ماه‌های اوت، سپتامبر و اکتبر ۲۰۰۷ در میانمار برگزار شد. این اعتراضات با تصمیم دولت نظامی ملی مبنی بر حذف یارانه‌ها از قیمت‌های فروش سوخت آغاز شد. دولت ملی تنها تامین‌کننده سوخت است و حذف یارانه قیمت بلافاصله باعث شد که قیمت گازوئیل و بنزین ۶۶ تا ۱۰۰ درصد افزایش یابد و قیمت گاز طبیعی فشرده برای اتوبوس‌ها در کمتر از یک هفته ۵۰۰ درصد افزایش یابد.
تظاهرات مختلف توسط دانشجویان، فعالان سیاسی، از جمله زنان، و راهبان بودایی رهبری می‌شد و به شکل کمپین مقاومت بدون خشونت، که گاهی اوقات مقاومت مدنی نیز نامیده می‌شود، صورت گرفت.
دولت در واکنش به اعتراضات ده‌ها تن از معترضان را دستگیر یا بازداشت کرد. از سپتامبر ۲۰۰۷، اعتراضات توسط هزاران راهب بودایی رهبری شد، و این اعتراضات تا سرکوب مجدد دولت در اواخر سپتامبر ۲۰۰۷ ادامه یافت. برخی گزارش‌ها از اعتراض‌ها به عنوان انقلاب زعفرانی یا ရွှေဝါရောင်တော်လှန်ရေး یاد می‌کنند. عبارت «زعفرانی» به لباس‌های زعفرانی‌رنگ راهبان بودایی مرتبط است.
تعداد دقیق تلفات تظاهرات سال ۲۰۰۷ مشخص نیست، اما تخمین زده می‌شود که بین ۱۳ تا ۳۱ کشته ناشی از اعتراضات یا اقدامات تلافی‌جویانه توسط دولت باشد. صدها نفر دستگیر یا بازداشت شدند که بسیاری از آن‌ها (اما نه همه) آزاد شدند. در این رویداد، ژنرال ارشد دن شو در قدرت باقی ماند تا اینکه در سال ۲۰۱۱ در سن ۷۸ سالگی بازنشسته شد.